# Thorkel Farserk
Thorkel Farserk (nòrdic antic: Þorkell Farserkur) va ser un explorador viking i un dels colons procedents d'Islàndia que van acompanyar Erik el Roig en el seu viatge cap a Groenlàndia, cap a finals del segle x. La seva història apareix al Landnámabók on se cita que Thorkel era fill de la germana d'Erik i el seu nou assentament groenlandès abastava un vast territori anomenat Hvalseyarfjord (avui Hvalsey (Qaqortukulooq) prop de Qaqortoq), que es trobava entre Eiriksjord i Einarsfjord, i molts dels habitants de la regió són els seus descendents. La seva presència era poderosa, fort en cos i esperit.
Era costum en l'era dels vikings complimentar als convidats amb un festí quan tornaven de les seves incursions vikingues estivals, una celebració que podia durar fins a tres dies. Una tardor, va voler preparar un festí a Erik però no tenia a mà cap nau disponible per a anar fins a l'illa de Hvalsey i portar un xai, així que va decidir anar nadant i portar-lo sobre la seva esquena, un recorregut d'aproximadament milla i mitja.
Thorkel, va ser enterrat a Hvalseyjarfjord a la seva mort i la llegenda diu que des de llavors aquell lloc es troba embruixat.

## Climatologia
La història de Thorkel ha estat objecte d'estudis entre climatòlegs. H. H. Lamb esmenta que la distància recorreguda nadant és de gairebé dues milles i segons el doctor L.G.C.E. Pugh del Medical Research Laboratories, en Hampstead, prenent com a precedent els nedadors que van creuar nadant el Canal de la Mànega, afirma que el límit per al cos humà se situa en +10 °C sense entrenament en llargues distàncies, encara que l'individu sigui fort o gros. Actualment la temperatura en les aigües groenlandeses, oscil·la entre +3 i +6 °C, per la qual cosa es teoritza que la colonització va ser possible per un escalfament global durant un llarg període. Els enterraments vikings de l'època confirmen que el permafrost era més profund, la qual cosa implica que els colons van viure en un entorn amb un clima molt més temperat que l'actual.